# Life of Kylie
Life of Kylie (abreviado como LOK) é uma série de reality show americano que vai ao ar no canal pago E!, estrelado por Kylie Jenner. A primeira temporada com oito episódios estreou no dia 6 de agosto de 2017. O reality teve um sinal verde em 10 de abril de 2017. E em 11 de maio de 2017 o E! lançado o primeiro vídeo promocional da série.

## Premissa
A série segue a vida da modelo e jovem empresária Kylie Jenner, como ela lida com a execução dos negócios, a tentativa dela manter uma vida normal e sua estreita amizade com Jordyn Woods. Em uma declaração sobre a obtenção de sua própria série, Jenner notes, "Os dois últimos anos têm sido uma incrível jornada, com o apoio dos meus fãs", também acrescentando que "Este reality vai permitir-me para lhes dar uma espiada dentro de todas as coisas interessantes que eu estou elaborando, bem como o tempo que passo com os meus amigos."

## Episódios

### 1ª Temporada
| N.º na série | N.º na temp. | Título             | Lançamento             |
| ------------ | ------------ | ------------------ | ---------------------- |
| 1            | 1            | "Nineteen: Part 2" | 6 de agosto de 2017    |
| 2            | 2            | "Nineteen: Part 1" | 6 de agosto de 2017    |
| 3            | 3            | "Boss"             | 13 de agosto de 2017   |
| 4            | 4            | "Fame"             | 20 de agosto de 2017   |
| 5            | 5            | "Met Ball"         | 27 de agosto de 2017   |
| 6            | 6            | "London"           | 3 de setembro de 2017  |
| 7            | 7            | "Peru: Part 1"     | 10 de setembro de 2017 |
| 8            | 8            | "Peru: Part 2"     | 17 de setembro de 2017 |

## Recepção
A revista Time disse em uma matéria relacionada ao programa que a função do programa "Life of Kylie é mostrar a pessoa que existe além de seu biquinho. Ainda que Jenner combina a obsessão de uma adolescente com sua imagem e com a ideia de alguém que aprendeu a abaixar a cabeça e lidar com seus impulsos." Sadie Gennis da TV Guide comentou que o reality "está perdido como a sua estrela: procurando um propósito, mas principalmente,é uma pessoa muito, muito triste."